# Argyrolobium frutescens
Argyrolobium frutescens är en ärtväxtart som beskrevs av Burtt Davy. Argyrolobium frutescens ingår i släktet Argyrolobium och familjen ärtväxter. Inga underarter finns listade i Catalogue of Life.